# Kilchoman

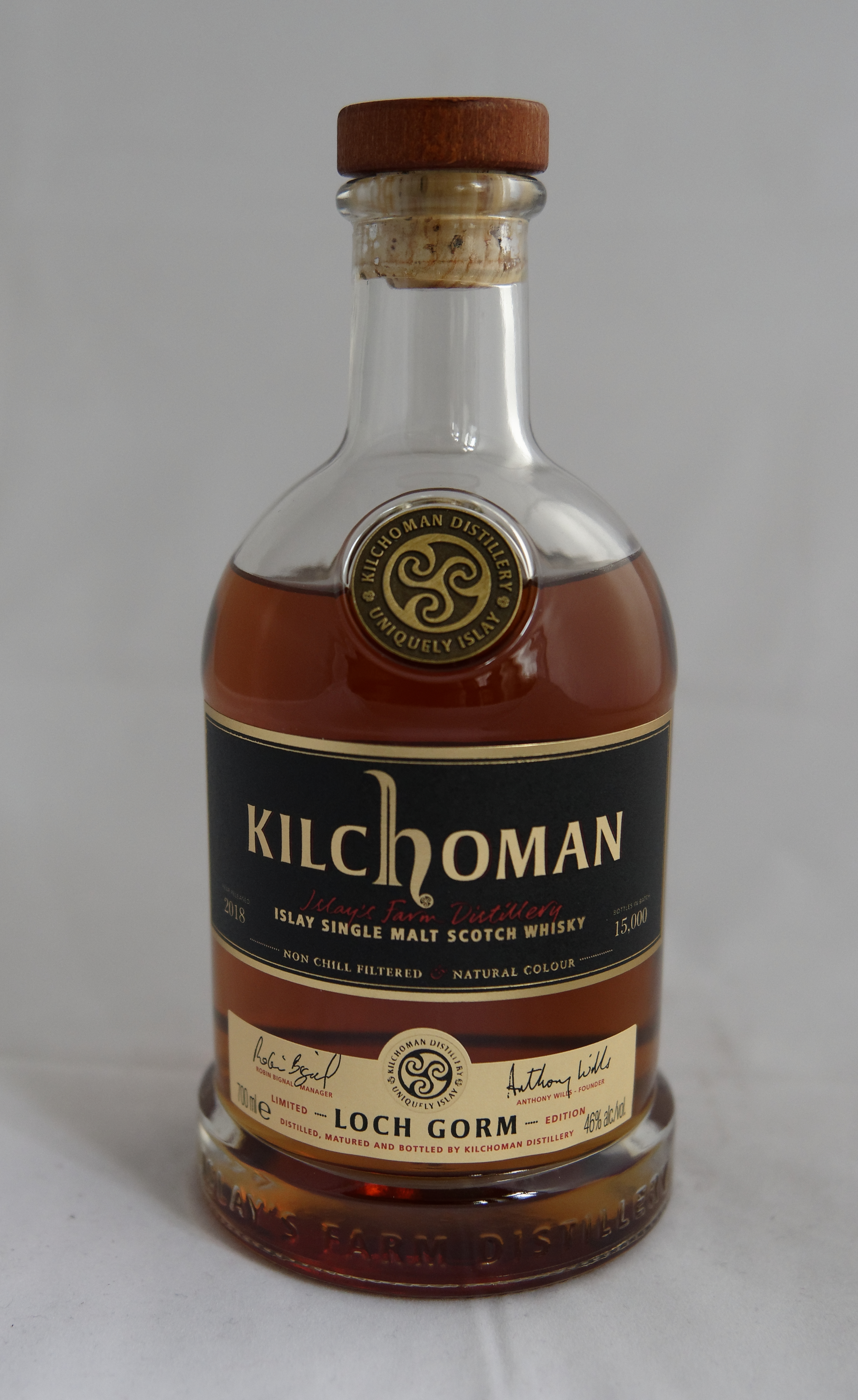
Kilchoman Loch Gorm, 46%

Kilchoman – szkocka single malt whisky, destylowana i butelkowana w destylarni Kilchoman, w miejscowości Kilchoman w Szkocji.

## Historia
Destylarnia zaczęła działać w czerwcu 2005 roku i była w tym aspekcie pierwszą od 124 lat w regionie Islay. Wykorzystuje ona jęczmień uprawiany w Rockside Farm oraz słód z destylarni w Port Ellen, i wypuszcza w osobnych butelkach w zależności od pochodzenia słodu.
Pierwsze beczki zostały zapełnione 14 grudnia 2005 roku, a butelkowanie 3 letniego single malta zaczęto we wrześniu 2009 roku. Kilchoman zamierza wypuszczać 5, 8, 10 i 12 letnie trunki. Dojrzewać będą w beczkach po bourbonie, choć beczki po sherry też znajdą zastosowanie. Pierwsza whisky z regionu Islay została wypuszczona w roku 2011.

## Butelkowanie
Klichoman jest butelkowana po 5, 8 (2014), 10 (2016), 12 (2018) latach.